# Kommunalwahlen in Italien 1989
Die Kommunalwahlen in Italien 1989 fanden am 28. Mai und 29. Oktober statt. Im Trentino-Südtirol fand die Wahl am 7. Mai statt.

## 1. Semester

### Bozen
| Listen                   | Listen                                        | Stimmen | %    | Mandate |
| ------------------------ | --------------------------------------------- | ------- | ---- | ------- |
|                          | Movimento Sociale Italiano – Destra Nazionale | 19.655  | 27,1 | 13      |
|                          | Südtiroler Volkspartei                        | 14.158  | 19,5 | 10      |
|                          | Democrazia Cristiana                          | 12.363  | 17,1 | 8       |
|                          | Verdi Alternativi                             | 8.768   | 12,1 | 6       |
|                          | Partito Comunista Italiano                    | 6.125   | 8,5  | 4       |
|                          | Partito Socialista Italiano                   | 5.406   | 7,5  | 4       |
|                          | Partito Repubblicano Italiano                 | 1.577   | 2,2  | 1       |
|                          | Partito Pensionati                            | 1.041   | 1,4  | 1       |
|                          | Partito Socialista Democratico Italiano       | 960     | 1,3  | 1       |
|                          | Partito Liberale Italiano                     | 794     | 1,1  | 1       |
|                          | Ladins                                        | 649     | 0,9  | 1       |
|                          | Democrazia Proletaria                         | 603     | 0,8  | –       |
|                          | Partito Democratico Pensionati                | 333     | 0,5  | –       |
| Gesamt                   | Gesamt                                        | 72.432  | 100  | 50      |
|                          |                                               |         |      |         |
| Ungültige Stimmen        | Ungültige Stimmen                             | 2.288   | 3,1  |         |
| Wähler                   | Wähler                                        | 74.720  | 90,0 |         |
| Wahlberechtigte          | Wahlberechtigte                               | 82.997  |      |         |
|                          |                                               |         |      |         |
| Quelle: Innenministerium |                                               |         |      |         |

### Matera
| Listen                   | Listen                                        | Stimmen | %    | Mandate |
| ------------------------ | --------------------------------------------- | ------- | ---- | ------- |
|                          | Democrazia Cristiana                          | 15.325  | 43,2 | 19      |
|                          | Partito Socialista Italiano                   | 5.564   | 15,7 | 6       |
|                          | Partito Comunista Italiano                    | 4.704   | 13,2 | 5       |
|                          | Partito Repubblicano Italiano                 | 4.270   | 12,0 | 5       |
|                          | Partito Socialista Democratico Italiano       | 2.256   | 6,4  | 2       |
|                          | Partito Liberale Italiano                     | 1.822   | 5,1  | 2       |
|                          | Movimento Sociale Italiano – Destra Nazionale | 897     | 2,5  | 1       |
|                          | Lista Verde Civica                            | 670     | 1,9  | –       |
| Gesamt                   | Gesamt                                        | 35.508  | 100  | 40      |
|                          |                                               |         |      |         |
| Ungültige Stimmen        | Ungültige Stimmen                             | 1.176   | 3,2  |         |
| Wähler                   | Wähler                                        | 36.684  | 91,6 |         |
| Wahlberechtigte          | Wahlberechtigte                               | 40.032  |      |         |
|                          |                                               |         |      |         |
| Quelle: Innenministerium |                                               |         |      |         |

### Reggio Calabria
| Listen                   | Listen                                        | Stimmen | %    | Mandate |
| ------------------------ | --------------------------------------------- | ------- | ---- | ------- |
|                          | Democrazia Cristiana                          | 32.795  | 29,7 | 16      |
|                          | Partito Socialista Italiano                   | 25.507  | 23,1 | 12      |
|                          | Partito Comunista Italiano – Sonstige         | 13.622  | 12,3 | 6       |
|                          | Partito Repubblicano Italiano                 | 9.931   | 9,0  | 4       |
|                          | Partito Socialista Democratico Italiano       | 8.824   | 8,0  | 4       |
|                          | Movimento Sociale Italiano – Destra Nazionale | 6.567   | 5,9  | 3       |
|                          | Partito Liberale Italiano                     | 6.019   | 5,4  | 3       |
|                          | Unabhängige                                   | 2.963   | 2,7  | 1       |
|                          | Caccia Pesca Ambiente                         | 2.790   | 2,5  | 1       |
|                          | Civica                                        | 934     | 0,8  | –       |
|                          | Partito Nazionale Pensionati                  | 490     | 0,4  | –       |
| Gesamt                   | Gesamt                                        | 110.442 | 100  | 50      |
|                          |                                               |         |      |         |
| Ungültige Stimmen        | Ungültige Stimmen                             | 4.478   | 3,9  |         |
| Wähler                   | Wähler                                        | 114.920 | 81,2 |         |
| Wahlberechtigte          | Wahlberechtigte                               | 141.443 |      |         |
|                          |                                               |         |      |         |
| Quelle: Innenministerium |                                               |         |      |         |

## 2. Semester

### Rom
| Listen                   | Listen                                        | Stimmen   | %    | Mandate |
| ------------------------ | --------------------------------------------- | --------- | ---- | ------- |
|                          | Democrazia Cristiana                          | 570.514   | 31,9 | 27      |
|                          | Partito Comunista Italiano                    | 475.934   | 26,6 | 23      |
|                          | Partito Socialista Italiano                   | 246.219   | 13,8 | 12      |
|                          | Verdi per Roma                                | 124.902   | 7,0  | 6       |
|                          | Movimento Sociale Italiano – Destra Nazionale | 122.377   | 6,9  | 5       |
|                          | Partito Repubblicano Italiano                 | 63.549    | 3,6  | 3       |
|                          | Partito Socialista Democratico Italiano       | 53.843    | 3,0  | 2       |
|                          | Partito Liberale Italiano                     | 33.783    | 1,9  | 1       |
|                          | Lista Verde Laica – Lista Antiproibizionista  | 33.288    | 1,9  | 1       |
|                          | Democrazia Proletaria                         | 10.060    | 0,6  | –       |
|                          | Partito Pensionati                            | 8.335     | 0,5  | –       |
|                          | Futuro Verde – Partito Ecologista di Base     | 7.405     | 0,4  | –       |
|                          | Pensionati Uniti – Caccia e Pesca             | 5.596     | 0,3  | –       |
|                          | Alleanza Popolare Pensionati                  | 5.049     | 0,3  | –       |
|                          | Voglia di Vivere                              | 4.819     | 0,3  | –       |
|                          | Lista Pensionati                              | 4.083     | 0,2  | –       |
|                          | Lega Unitaria Pensionati Associati – Lupa     | 3.960     | 0,2  | –       |
|                          | Automobilisti                                 | 3.830     | 0,2  | –       |
|                          | Rock per Crescere                             | 3.158     | 0,2  | –       |
|                          | Lista di Donne – La Città Sessuale            | 1.735     | 0,1  | –       |
|                          | Partito Cristiano Sociale                     | 1.673     | 0,1  | –       |
|                          | Nuovo Partito Popolare                        | 1.280     | 0,1  | –       |
|                          | Partito Umanista                              | 865       | 0,0  | –       |
| Gesamt                   | Gesamt                                        | 1.786.257 | 100  | 80      |
|                          |                                               |           |      |         |
| Ungültige Stimmen        | Ungültige Stimmen                             | 94.701    | 5,0  |         |
| Wähler                   | Wähler                                        | 1.880.958 | 80,3 |         |
| Wahlberechtigte          | Wahlberechtigte                               | 2.341.224 |      |         |
|                          |                                               |           |      |         |
| Quelle: Innenministerium |                                               |           |      |         |